# Julius Wilhelm (Librettist)
Julius Wilhelm (* 22. Februar 1871 in Wien; † 20. März 1941 ebenda) war ein österreichischer Schriftsteller, der vor allem durch seine Libretti für Operetten und Singspiele bekannt wurde.

## Leben
Wilhelm, aus einer jüdischen Familie stammend, hatte seinen ersten großen Erfolg im Jahr 1903 mit dem Libretto zur Operette Frühlingsluft, die Ernst Reiterer nach Motiven des drei Jahrzehnte zuvor verstorbenen Josef Strauss komponierte. Weitere populäre Werke Wilhelms waren 1909 Die Sprudelfee (komponiert von Heinrich Reinhardt) und das nostalgische Singspiel Brüderlein fein zur Musik von Leo Fall sowie 1911 die von Emmerich Kálmán vertonte Operette Der Zigeunerprimas, die 1929 von  Carl Wilhelm als Stummfilm in die Kinos gebracht wurde. Es folgten zahlreiche weitere Texte zu Operetten und Singspielen für Wiener Bühnen, die unter anderem von Béla Laszky (1867–1935), Philipp Silber (1876–1942), Bruno Hartl (1880–1939), dem Opernsänger Hans Duhan (1890–1971), Erwin Straus (1910–1966) und Bernard Grün (1901–1972) vertont wurden. Weniger erfolgreich als seine Arbeit im humoristischen Fach waren seine Opernlibretti. So wurde Leo Falls Der goldene Vogel, obwohl mit Elisabeth Rethberg und Richard Tauber hochkarätig besetzt, bereits nach nur acht Aufführungen abgesetzt.

## Werke
- 1902: Die ledige Frau. Operette in 1 Vorspiel und 3 Akten. Libretto mit Josef Siegmund. Musik von Richard Haller.
- 1902: Was ein Frauenherz begehrt. Ballett-Operette in 1 Akt. Libretto mit Louis Gundlach. Musik von Ernst Reiterer. (UA: 2. Oktober 1902)
- 1903: Frühlingsluft. Operette in drei Akten. Libretto mit Karl Lindau. Musik von Ernst Reiterer „nach Josef Strauss’schen Motiven“. (UA: 9. Mai 1903)
- 1904: Die Eisjungfrau. Operette in 2 Akten. Libretto mit Karl Lindau. Musik von Joseph Hellmesberger (nach Gustave Adolph Kerker).
- 1904: Wien bei Nacht. Burleske in 1 Akt. Libretto mit Karl Lindau. Musik von Joseph Hellmesberger.
- 1906: Mutzi. Operette in 3 Akten. Libretto mit Robert Pohl. Musik von Joseph Hellmesberger.
- 1908: Drei kleine Mädel. Operette in 1 Akt. Musik von A. Béla Laszky.
- 1908: Die Paradiesvögel. Operette. Libretto mit A. M. Willner. Musik von Philipp Silber.
- 1909: Die Sprudelfee. Operette in 3 Akten. Libretto mit A. M. Willner. Musik von Heinrich Reinhardt. (UA: 23. Januar 1909)
- 1909: Brüderlein fein. Altwiener Singspiel in 1 Akt. Musik von Leo Fall. (UA: 1. Dezember 1909)
- 1910: Schneeglöckchen. Operette in 3 Akten. Libretto mit A. M. Willner. Musik von Gustave Adolph Kerker.
- 1910: Eine göttliche Nacht. Operette in 1 Akt. Musik von Hermann Dostal.
- 1911: Alt-Wien. Operette in drei Akten. Libretto mit Gustav Kadelburg und M. A. Weikone. Musik zusammengestellt und bearbeitet von Emil Stern, nach Motiven von Joseph Lanner. (UA: 23. Dezember 1911)
- 1911: Der Zigeunerprimas. Operette in 3 Akten. Libretto mit Fritz Grünbaum. Musik von Emmerich Kálmán. (UA: 11. Oktober 1912)
- 1912: Dorette. Operette in 3 Akten. Libretto mit Heinrich von Waldberg. Musik von Bruno Hartl. (UA: 1. Oktober 1913)
- 1916: Die Winzerbraut. Operette in 3 Akten. Libretto mit Leo Stein. Musik von Oskar Nedbal. (UA: 11. Februar 1916)
- 1916: Urschula. Musikalische Posse in 3 Bildern. Libretto mit Bela Jenbach. Musik von Hermann Dostal.
- 1917: Durchlaucht gastiert. Ein Theater-Stück in drei Akten. Mit Paul Frank.
- 1918: Der Schuster von Delft. Komisch-phantastische Oper in drei Akten. Libretto mit A. M. Willner. Musik von Benito Bersa.
- 1919: Die Verliebten. Singspiel in drei Akten. Musik von Ralph Benatzky.
- 1919: Die Blume von Tokio. Musik von Béla Laszky.
- 1920: Der goldene Vogel. Oper in drei Akten. Libretto mit Paul Frank. Musik von Leo Fall.
- 1922: Ludwig XIV. Schwank in 3 Akten. Mit Paul Frank. (1928 in Hollywood verfilmt).
- 1923: Mozart. Singspiel in zwei Akten und einem Nachspiel. Libretto mit Paul Frank. Musik von Hans Duhan.
- 1929: Der König vom Moulin Rouge. Operette in 3 Akten. Libretto mit Peter Herz. Musik von Leo Ascher.
- 1930: Böhmische Musikanten. Singspiel in 3 Akten. Libretto mit Peter Herz. Musik von Bernard Grün. (UA: 18. Dezember 1931)
- 1931: Das Spitzentuch der Königin. Operette in 3 Akten. Libretto mit Rudolf Österreicher. Musik von Johann Strauss, musikalisch neu bearbeitet von Karl Pauspertl.
- 1932: Freut Euch des Lebens. Operette in 3 Akten. Libretto mit Peter Herz. Musik von Bernard Grün (unter Verwendung von Melodien von Johann und Josef Strauss). (UA: 22. Dezember 1932)
- 1933: Der Königsleutnant. Singspiel in 3 Akten. Libretto mit Peter Herz und Paul Frank. Musik von Fred Raymond.
- 1935: Drei Husaren. Operette in 3 Akten. Libretto mit Peter Herz und Paul Frank. Musik von Erwin Straus.
- 1936: Gaby. Operette in drei Akten. Libretto mit Bela Jenbach. Musik von Bernard Grün.